# إدي غالاغر
إدوارد غالاغر (بالإنجليزية: Eddie Gallagher)‏ (من مواليد 1979 أو 1980) هو عضو عسكري أمريكي في قوة العمليات الخاصة نافي سيلز التابعة للقوات البحرية الأمريكية.
من سبتمبر 2018 إلى يوليو 2019، مثل أمام المحكمة العسكرية بتهمة القتل العمد ومحاولة القتل وعرقلة سير العدالة والتقاط صورة مع جثة وجرائم أخرى خلال بعثته في العراق. في 2 يوليو 2019، تمت تبرئته من جميع التهم تقريبًا وإدانته فقط بتهمة التقاط صورة مع جثة وهي أقل الجرائم المنسوبة له. حُكم على غالاغر بخفض رتبته وأربعة أشهر في السجن، لكن أُفرج عنه بعد قضاء مدة عقوبته في انتظار المحاكمة. تم اطلاق إجراءات معينة لاستبعاده. رفض رئيس الولايات المتحدة دونالد ترامب هذا التخفيض مباشرة من خلال تقديم عفو رئاسي.
أعرب وزير البحرية ريتشارد فون سبنسر أن هذا العفو الرئاسي يقوض بشكل خاص سلطته. في 24 نوفمبر 2019، تم طرده من قبل وزير الدفاع مارك إسبير للتحايل باستخدام سلطته للتفاوض على اتفاق مع البيت الأبيض في قضية غالاغر دون إذن من الوزير. حيث صرح وزير البحرية سبنسر في خطاب الاستقالة «"لقد أصبح واضحًا أنني لم أعد أشارك في نفس الفهم للمبادئ الأساسية للنظام الصحيح والانضباط مع القائد الأعلى الذي عينني. لا أستطيع، من كل ضمير أن أطيع أمرًا في رأيي ينتهك القسم المقدس الذي أخذته بحضور عائلتي وأمام علمي وإيماني لدعم دستور الولايات المتحدة والدفاع عنه"».